# Johann Carl Loth
Johann Carl Loth (Munique, 1632 - 6 de outubro de 1698) foi um pintor barroco alemão, que trabalhou em Veneza nos últimos 35 anos da sua vida. Também foi designado como Johann Karl, Karel, e na Itália, Carlotto e Carlo Lotti.
Executou sobretudo pinturas históricas, frequentemente com um número grande de figuras em pouco espaço. Os seus temas eram tipicamente a mitologia clássica ou o Antigo Testamento.
De acordo com Houbraken, Loth era um dos três grandes mestres da arte chamados "Karel" (os outros dois eram Karel Dujardin e Karel Marat) Era filho e aluno de Johann Ulrich Loth (1590-1662) e foi possivelmente influenciado por Giovan Battista Langetti. Foi encarregado de pintar para o imperador Leopoldo I em Viena. Trabalhou com Pietro Liberi em Veneza, onde esteve de 1663 a 1698.  O seu irmão Franz Loth também foi pintor em Veneza e na Alemanha.
Teve numerosos alunos, incluindo Michael Wenzel Halbax, Santi Prunati, os pintores de Laufen Johann Michael Rottmayr, Hans Adam Weissenkircher, Daniel Seiter e Peter Strudel. 
Era muito visitado no seu estúdio por artistas neerlandeses, como por exemplo Cornelis de Bruijn ou Jan van Bunnik. Fez amizade com Willem Drost e Jan Vermeer van Utrecht Está sepultado na igreja de San Luca em Veneza.
A sua obra está sobretudo na Alemanha e Itália, mas há obras suas também no Art Institute em Chicago, na National Gallery em Londres e no Museu de Arte de Bergen em Bergen, Noruega.

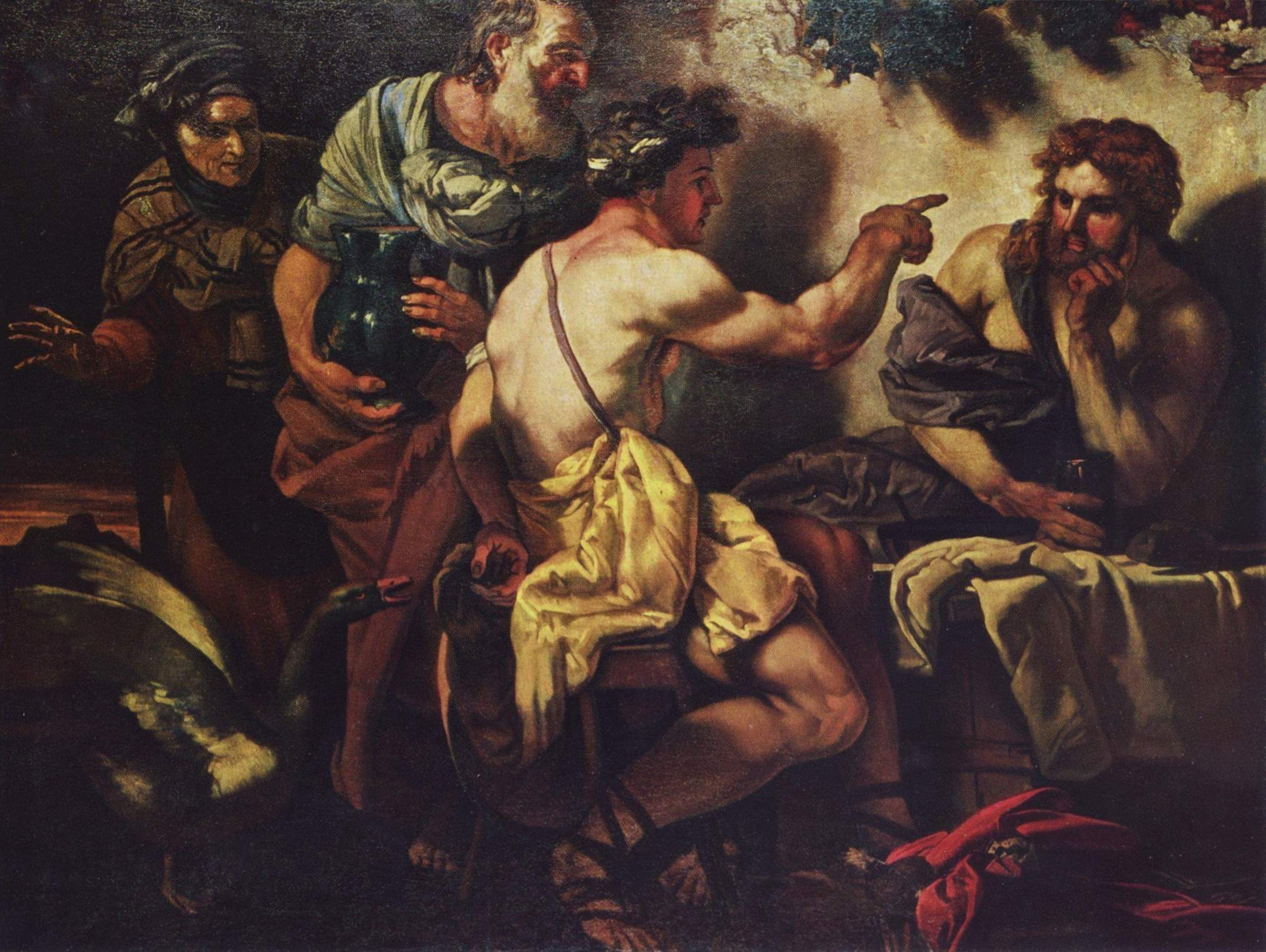
Júpiter e Mercúrio com Filémon e Baucis, 1659 (Kunsthistorisches Museum)

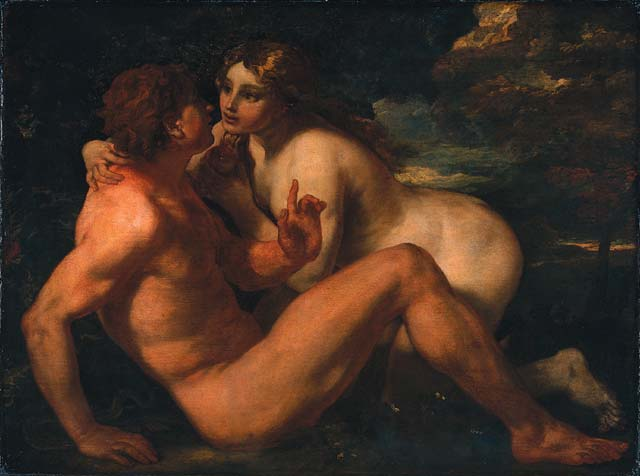
Eva tentando Adão, National Gallery of Canada